# Вернике, Отто
Отто Вернике (нем. Otto Wernicke, полное имя — Отто Карл Роберт Вернике нем. Otto Karl Robert Wernicke; 30 сентября 1893, Остероде-ам-Харц, Нижняя Саксония, Германская империя — 7 ноября 1965, Мюнхен, Бавария, ФРГ) — немецкий киноактер, актер озвучивания.

## Биография
Отто Вернике родился 30 сентября 1893 года в нижнесаксонском городе Остероде-ам-Гарц. Сын директора пивоварни, брал уроки актерского мастерства у книготорговца, после чего в 1910-1914 годах выступал в Эрфурте и Айзенахе. После участия в Первой мировой войне работал в городском театре в Бонне, с 1921 по 1937 год играл на сцене Государственного театра в Мюнхене. В 1934-1941 годах Вернике выступал также в Немецком театре и с 1941 по 1944 год под руководством Густава Грюндгенса в Государственном театре Берлина. С 1945 года был актером в Баварского Государственного театра в Мюнхене.
В кино Отто Вернике дебютировал в середине 1920-х годов. Актерского успеха достиг в роли инспектора Карла Ломана в знаменитом классическом триллере Фрица Ланга «М» (1931) и в его же фильме 1933 года «Завещание доктора Мабузе». В этих лентах Вернеке впервые создал образ прагматично-рационального комиссара.
Отто Вернике был женат на еврейке, так что смог работать в нацистской Германии только при наличии специального разрешения Имперской палаты культуры и благодаря значительному пожертвованию в нацистскую партию. В 1939 году он получил полное членство в Имперской театральной палате (нем. Reichstheaterkammer). На завершающей стадии Второй мировой войны Йозеф Геббельс в августе 1944 года внес Вернике в Список талантливых от Бога (нем. Gottbegnadeten-Liste), нужных ему для участия в пропагандистских фильмах, что означало освобождение актера от участия в боевых действиях, даже для работ на внутреннем трудовом фронте (нем. Heimatfront).
После войны Отто Вернике продолжал работать актером в театре и кино. В 1950 году он также выступил как режиссер фильма «Кто ездил на сером Форде?», в котором также сыграл роль следователя комиссара.
В апреле 1951 года Отто Вернике был тяжело травмирован во время аварии на сцене. В результате паралича и потери способности говорить, актер не мог в полной мере осуществлять свою профессиональную деятельность. Лишь в 1955 году Вернике вернулся к работе, играя небольшие роли в кино и участвуя в радиопостановках. Он также работал как приглашенный лектор в театральной школе Otto-Falckenberg-Schule в Мюнхене.
Дочь Отто Вернике Аннемари также была актрисой.
Отто Вернике умер 7 ноября 1965 в Мюнхене. Был похоронен на Северном кладбище города на участке, который сегодня опустошён.